# Peak District
Peak District er et højlandsområde i det centrale og nordlige England, øst for Manchester. Det meste ligger i Derbyshire, men også indenfor Cheshire, Staffordshire samt South og West Yorkshire. Det meste af området er inkluderet i Peak District nationalpark, som var den første nationalparken i Storbritannien. Parkgrænserne blev trukket sådan at man undgik at få byer med, men Buxton er praktisk talt omringet af parken.
Området inddeles gerne i den nordlige del Dark Peak, hvor man finder mget moselandskab, og den sydlige White Peak som er det mest befolkede område. Ifølge parkmyndighederne er Peak District verdens næst mest populære nationalpark.
White Peak er et kalkstensområde, hvilket medfører at der er mange grotter. Under Dark Peak finder man skifer og sandsten. Det højeste punkt er toppen på Kinder Scout.

## Galleri
- Burbage Rocks
- Castleton
- Dale Bottom - Hathersage
- Dunford Bridge
- Hepworth
- Higger Tor
- Holmfirth
- Holme, West Yorkshire
- Holme Moss Radio Tower
- Scholes
- The Rising Sun
- Toad's Mouth
- Totties
- Upper Holme Valley

## Eksterne kilder og henvisninger
1. ↑  Holloway, J. Christopher (2006). The Business of Tourism (7th udgave). Harlow: Financial Times Prentice Hall. s. 149. ISBN 978-0-273-70161-3. Hentet 18. december 2015.

- Wikimedia Commons har flere filer relateret til Peak District
- Parkens officielle websted Arkiveret 13. oktober 2016 hos  Wayback Machine

Artiklen bygger helt eller delvist på norsk og Engelsk Wikipedia.
53°21′00″N 1°50′00″V / 53.35°N 1.8333333333333°V